# Chiesa di Santa Maria del Carmelo
La chiesa di Santa Maria del Monte Carmelo a Mostacciano è un luogo di culto cattolico di Roma, situato in piazza Beata Vergine del Carmelo, in zona Torrino, località Mostacciano.

## Storia
È stata costruita negli anni ottanta del XX secolo su progetto dell'architetto Giuseppe Maria Spina ed inaugurata solennemente con la consacrazione il 4 ottobre 1986 dal cardinale vicario Ugo Poletti.
La chiesa è sede parrocchiale, istituita il 1º gennaio 1974 dal cardinale vicario Ugo Poletti con il decreto Quo uberius ed è retta dai Carmelitani. Essa inoltre è sede del titolo cardinalizio di Beata Vergine Maria del Monte Carmelo a Mostacciano, istituito da papa Giovanni Paolo II il 28 giugno 1988.
Il complesso parrocchiale è stato progettato da Giuseppe Spina ed è di proprietà della Pontificia Opera per la Preservazione della Fede e la provvista di nuove Chiese in Roma.

## Cardinali titolari
- John Baptist Wu Cheng-chung (1988-2002)
- Anthony Olubunmi Okogie (2003-)